# آدم إيتون (لاعب كرة قاعدة أمريكي)
آدم إيتون (بالإنجليزية: Adam Eaton)‏ هو لاعب كرة قاعدة أمريكي، ولد في 23 نوفمبر 1977 في سياتل في الولايات المتحدة.

## وصلات خارجية
- آدم إيتون (لاعب كرة قاعدة أمريكي) على موقع دوري كرة القاعدة الرئيسي (الإنجليزية)
- آدم إيتون (لاعب كرة قاعدة أمريكي) على موقعبيزبول رفرنس.كوم (الدوري الرئيسي) (الإنجليزية)
- آدم إيتون (لاعب كرة قاعدة أمريكي) على موقعبيزبول رفرنس.كوم (الدوري الثانوي) (الإنجليزية)
- آدم إيتون (لاعب كرة قاعدة أمريكي) على موقع إي إس بي إن.كوم (أم.أل.بي) (الإنجليزية)
- آدم إيتون (لاعب كرة قاعدة أمريكي) على موقع مشجعي الرسوم البيانية (الإنجليزية)